# 세지로 (나주시)
세지로(Seji-ro)는 전라남도 나주시 왕곡면 죽동삼거리 에서 세지면 동창사거리 를 잇는 도로이다.

## 주요 경유지
전라남도
- 나주시 (왕곡면 . 세지면)

## 노선
| 이름            | 접속 노선              | 소재지 | 소재지 | 비고 |
| --------------- | ---------------------- | ------ | ------ | ---- |
| 죽동삼거리      | 국도 제13호선 (예향로) | 나주시 | 왕곡면 |      |
| (교량명칭 미상) |                        | 나주시 | 세지면 |      |
| 발산교          |                        | 나주시 | 세지면 |      |
| 동창사거리      | 동창로                 | 나주시 | 세지면 |      |